# Łabuńce
Łabuńce (lit. Lobiniai) – wieś na Litwie, w okręgu uciańskim, w rejonie ignalińskim, w gminie Przyjaźń.

## Historia
W czasach zaborów dwie wsie i dwa zaścianki w gminie Daugieliszki, w powiecie święciańskim, w guberni wileńskiej Imperium Rosyjskiego. 
W 1905 roku:
- Łabuńce I liczyły 48 mieszkańców, 62 dziesięciny[1].
- Łabuńce II liczyły 65 mieszkańców, 55 dziesięcin[1].
- zaścianek Łabuńce (własność Piecukiewicza) liczył 11 mieszkańców, 23 dziesięciny[1].
- zaścianek Łabuńce (własność Sobańskich) liczył 11 mieszkańców, 71 dziesięcin[1].

W dwudziestoleciu międzywojennym wieś i folwark leżały w Polsce, w województwie wileńskim, w powiecie święciańskim, w gminie Daugieliszki.
W 1931:
- wieś w 19 domach zamieszkiwało 101 osób[2].
- folwark w 1 domu zamieszkiwało 11 osób[2].

Miejscowość należała do parafii rzymskokatolickiej w Przyjaźni. Podlegała pod Sąd Grodzki w Święcianach i Okręgowy w Wilnie; właściwy urząd pocztowy mieścił się w Ignalinie.